# Tierra Colorada, Santa María Apazco
Tierra Colorada är en ort i Mexiko.   Den ligger i kommunen Santa María Apazco och delstaten Oaxaca, i den sydöstra delen av landet, 300 km sydost om huvudstaden Mexico City. Tierra Colorada ligger 2 396 meter över havet och antalet invånare är 478.
Terrängen runt Tierra Colorada är kuperad åt sydväst, men åt nordost är den bergig. Runt Tierra Colorada är det glesbefolkat, med 20 invånare per kvadratkilometer. Närmaste större samhälle är San Pedro Jocotipac, 17,6 km norr om Tierra Colorada. Trakten runt Tierra Colorada består i huvudsak av gräsmarker.